# Emosi Koloto
Emosi Tangitangiaevaluuili Koloto (Tatakamotonga, 21 gennaio 1965) è un ex rugbista a 15 e rugbista a 13 tongano, in carriera attivo nel ruolo di flanker e internazionale per le Tonga nel rugby a 15 ed internazionale per la Nuova Zelanda nel rugby a 13.

## Biografia
Emosi nasce nelle isole Tonga a metà degli anni sessanta; si trasferisce in Nuova Zelanda e gioca per i club: Massey U, Feilding, Kia Toa e Avalon e per le squadre provinciali di Manawatu e Wellington nel National Provincial Championship.
Il 12 giugno 1986 disputa la sua prima ed unica partita internazionale per la Nazionale tongana a Nukuʻalofa contro il Galles, terminata 15-7 per i britannici.
Nel 1987-88 arriva in Italia, sponda Viadana per disputare il campionato di Serie A2.
Nel 1988 passa al rugby a 13 ingaggiato dal Widnes XIII, disputando il campionato inglese fino al 1995, con una paraentesi all'Halifax nel 1992-93.
Nel 1991 viene selezionato nella rappresentativa della Nuova Zelanda disputando due match della Coppa del Mondo 1989-1992, con partite di andata e ritorno disputate tra le nazionali nell'arco di tre anni, contro Francia e Australia.
Nel 2001 decide di fare ritorno in Nuova Zelanda, allenando al Papatoetoe Rugby Club e lavorando in uno studio legale.